# Lepteria
Lepteria là một chi bướm đêm thuộc họ Noctuidae.